# Offensive Meuse-Argonne
Première Guerre mondiale
Batailles
Front d'Europe de l’Ouest
- Liège (8-1914)
- Namur (8-1914)
- Frontières (8-1914)
- Anvers (9-1914)
- Grande Retraite (9-1914)
- Marne (9-1914)
- Course à la mer (9-1914)
- Yser (10-1914)
- Messines (10-1914)
- Ypres (10-1914)
- Givenchy (12-1914)
- 1re Champagne (12-1914)
- Hartmannswillerkopf (1-1915)
- Neuve-Chapelle (3-1915)
- 2e Ypres (4-1915)
- Colline 60 (4-1915)
- Artois (5-1915)
- Festubert (5-1915)
- Quennevières (6-1915)
- Linge (7-1915)
- 2e Artois (9-1915)
- 2e Champagne (9-1915)
- Loos (9-1915)
- Verdun (2-1916)
- Redoute Hohenzollern (3-1916)
- Hulluch (4-1916)
- 1re Somme (7-1916)
- Fromelles (7-1916)
- Arras (4-1917)
- Vimy (4-1917)
- Chemin des Dames (4-1917)
- 3e Champagne (4-1917)
- 2e Messines (6-1917)
- Passchendaele (7-1917)
- Cote 70 (8-1917)
- 2e Verdun (8-1917)
- Malmaison (10-1917)
- Cambrai (11-1917)
- Bombardements de Paris (1-1918)
- Offensive du Printemps (3-1918)
- Lys (4-1918)
- Aisne (5-1918)
- Bois Belleau (6-1918)
- 2e Marne (7-1918)
- 4e Champagne (7-1918)
- Château-Thierry (7-1918)
- Le Hamel (7-1918)
- Amiens (8-1918)
- Cent-Jours (8-1918)
- 2e Somme (9-1918)
- Bataille de la ligne Hindenburg
- Meuse-Argonne (10-1918)
- Cambrai (10-1918)

Front italien
Front d'Europe de l’Est
Front des Balkans
Front du Moyen-Orient
Front africain
Bataille de l'Atlantique
L'offensive Meuse-Argonne fut la dernière attaque alliée de la Première Guerre mondiale. Ce fut également la plus grande opération et victoire de l'American Expeditionary Force (AEF) dans cette guerre. 
Cette offensive alliée franco-américano-siamoise se déroula dans le secteur de Verdun, immédiatement au nord et nord-ouest de la ville, entre le 26 septembre et le 11 novembre 1918. Cette opération poussa l'armée allemande à la défaite finale et à la signature de l'armistice du 11 novembre qui mit fin aux hostilités.

## Forces en présence

### Forces alliées
- 4e armée française
  - 14e corps (22e DI et 124e DI), 9e corps (120e DI, 40e et 42e DI), 38e corps (71e, 74e DI et 1re DCP), 21e corps (170e DI)
- 1re armée américaine (10 divisions), commandée par le général John Pershing jusqu'au 16 octobre puis par le lieutenant-général Hunter Liggett. La logistique était planifiée et dirigée par le colonel George Marshall.
- Corps expéditionnaire siamois[1]

### Empire allemand
- IIIe armée
- Ve armée

Les forces allemandes consistaient approximativement en 40 divisions des armées du Prince héritier et du général Max Karl Wilhelm von Gallwitz ; la plus grande force de la Ve armée de Gallwitz était commandée par le général Georg von der Marwitz.

## Première phase: 26 septembre au 3 octobre (Bataille de Champagne et d’Argonne)
La première armée du corps expéditionnaire américain du général John Pershing lance ce qui deviendra la bataille de l'Argonne, au nord de Verdun. C'est l'une des batailles prévues par le maréchal français Ferdinand Foch afin que les Allemands abandonnent leurs défenses sur la ligne Hindenburg et finissent par capituler.

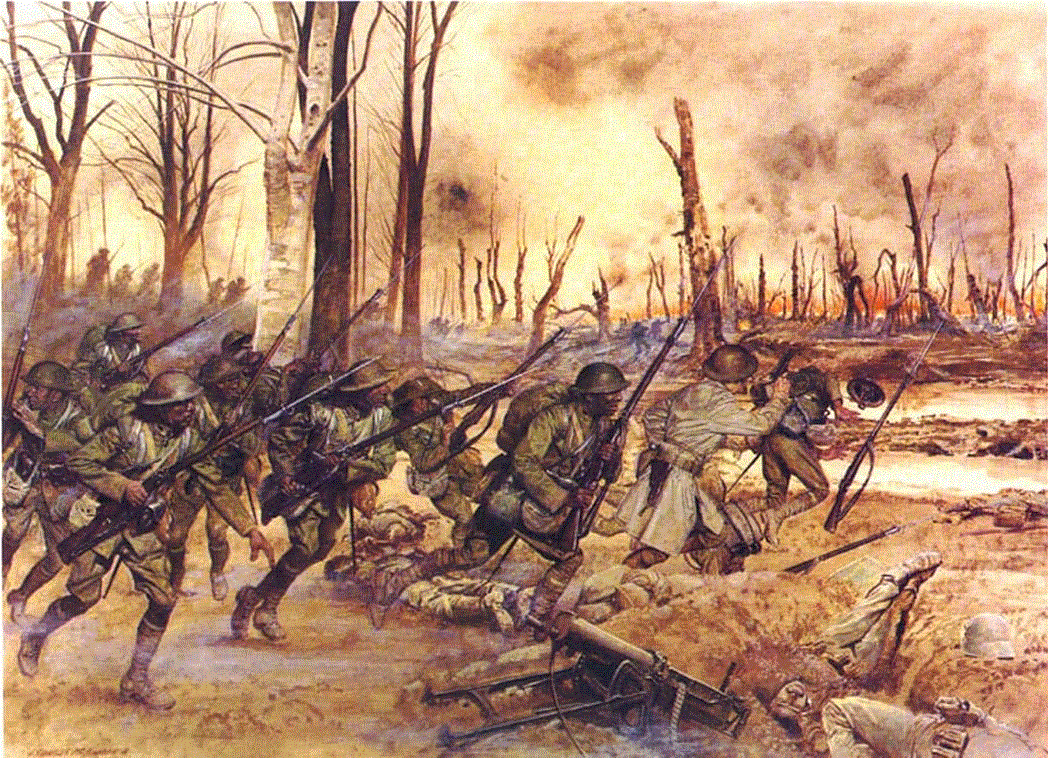
Attaque du d'infanterie américain durant l'offensive Meuse-Argonne.

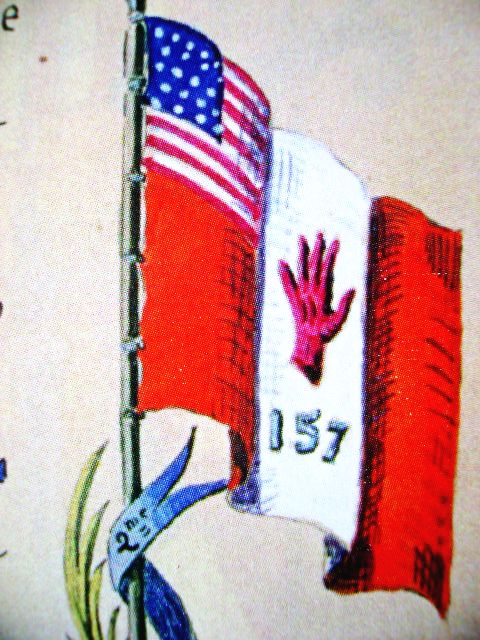
Drapeau de la d'infanterie française, dite « Red Hand Division », « division Main Rouge ».

La première armée de Pershing, comptant environ un million d'hommes répartis en trois corps, tient un front de 27 kilomètres de Forges à la Meuse jusque dans la forêt d'Argonne.
À gauche de la première armée américaine se tient la 4e armée française du général Henri Gouraud.
Les forces américaines font face au groupe d'armée du général allemand Max von Gallwitz, tandis que les Français affrontent le groupe d'armées du prince royal de Prusse Frédéric-Guillaume. Les Américains et les Français déploient 37 divisions, alors que les Allemands n'en disposent que de 24. Ils tiennent trois lignes de défenses fortifiées sur un terrain difficile.

### Bataille de Montfaucon
L'attaque est lancée à 5 h 25 le 26 septembre. Les forces américaines gagnent rapidement du terrain, avançant de 5 kilomètres environ le premier jour de l'offensive. La progression des Français est moins spectaculaire mais Gouraud cueille 7 000 prisonniers. Le 27, les attaques reprennent : les Allemands dépêchent des renforts dans le secteur et ralentissent l'avancée des troupes alliées. L'armée Gouraud emporte le plateau de Grateuil et fait 3 000 prisonniers. La 1re armée américaine enlève Montfaucon. En deux jours, elle ramasse 8 000 prisonniers et 100 canons. Mais, mal ravitaillés, embouteillés dans la forêt d'Argonne, très éprouvés par les bombardements, les corps américains n'avancent plus guère, et il en est de même de l'armée Gouraud. Le 30, l'offensive est arrêtée ; elle n'a pas donné tous les résultats qu'on attendait d'elle. À la fin de la bataille, le 3 octobre, seulement deux des trois lignes de défense allemandes sont tombées dans le secteur français.

### Bataille de Somme-Py
L'offensive reprend le 3 octobre. La 4e armée de Gouraud, renforcée par la 2e division d’infanterie américaine (avec la 36e d’infanterie américaine en soutien), enlève le plateau de Notre-Dame-des-Champs (21e DI française), puis les hauteurs d'Orfeuil (73e DI) pendant que Berthelot (5e armée) emporte le massif de Saint-Thierry. Les Allemands doivent évacuer la région des Monts et battent en retraite, poursuivis jusqu'à l'Aisne par Gouraud qui entre le 12 à Vouziers. Sur la rive droite de la Meuse, l'armée américaine progresse en direction du col de Grandpré.

## Seconde phase: 14 au 28 octobre
La deuxième phase de l'offensive franco-américaine de l'Argonne commence le 14, après une période de réorganisation au cours de laquelle les forces américaines engagées dans la bataille ont été divisées en deux armées : la première sous les ordres du général Hunter Liggett et la deuxième commandée par le général Robert Lee Bullard. Le général John Pershing est commandant général des deux armées.
Dans son instruction du 11 octobre, Pétain a fixé les objectifs : pour la 1re armée américaine, rompre la position Kriemhild en atteignant Buzancy et la ligne de côtes de Dun-sur-Meuse-Damvillers et pour la 4e armée française, manœuvrer le front allemand de l'Aisne en attaquant par l'est de Vouziers.

### Bataille de Vouziers-Grandpré
Le 14 octobre, le 1er corps américain (Première armée américaine de Liggett) s'empare de Saint-Juvin, pénètre avec quelques éléments dans Grandpré et aborde la position Kriemhild en se heurtant à un barrage d'armes automatiques. Pour protéger le flanc de l'attaque américaine, Gouraud réussit à s'établir avec le 38e corps en tête de pont de l'autre côté de l'Aisne, au nord de Termes, Mouron (Ardennes), Brécy et Olizy.
Les 16 et 17 octobre, profitant de l'avance du 38e corps français, la 1re armée américaine réoccupe Grandpré, pousse jusqu'à Champigneulle et s'efforce du 21 au 23 à déboucher de Romagne-sous-Montfaucon.
Le 18 octobre, sur le flanc de la IIIe armée allemande, le 38e corps élargit sa tête de pont et le 9e corps (134e, 53e et 73e divisions) réussit à franchir les prairies inondées des bords de l'Aisne et aborde les rebords de l'Argonne.
Le 23 octobre, les régiments tchécoslovaques de la 53e division enlèvent Terron pendant que les Américains progressent de part et d'autre de la Meuse, vers Bantheville et vers le bois des Caures et d'Ormont.
Les Allemands sont obligés de dépêcher des renforts depuis d'autres secteurs menacés sur le front occidental pour contrer les Français et les Américains. Chaque camp essuie de lourdes pertes lors des combats, qui s'épuisent à la fin du mois. Les troupes de Pershing ont cependant percé la troisième et dernière ligne de défense allemande.
L'offensive de l'Argonne est renouvelée au début du mois de novembre, après une période de repos et d'envoi de renforts : relève des 82e et 42e divisions durement éprouvées, augmentation des canons de campagne pour remplacer les canons lourds encombrant l'arrière.

## Troisième phase: 28 octobre au 11 novembre
La troisième et dernière phase de l'offensive de l'Argonne, dirigée par les Américains, commence. La Première armée américaine sous les ordres de Liggett reprend son avancée dans le nord et perce les défenses allemandes de Buzancy, ce qui permet à la 4e Armée française de traverser l'Aisne.

### Bataille du Chesne et de Buzancy
La résistance allemande s'effondre et les forces américaines progressent rapidement dans la vallée de la Meuse en direction de Sedan qui tombe le 6. L'offensive progresse encore jusqu'à la signature de l'armistice le 11 novembre.

## Pertes

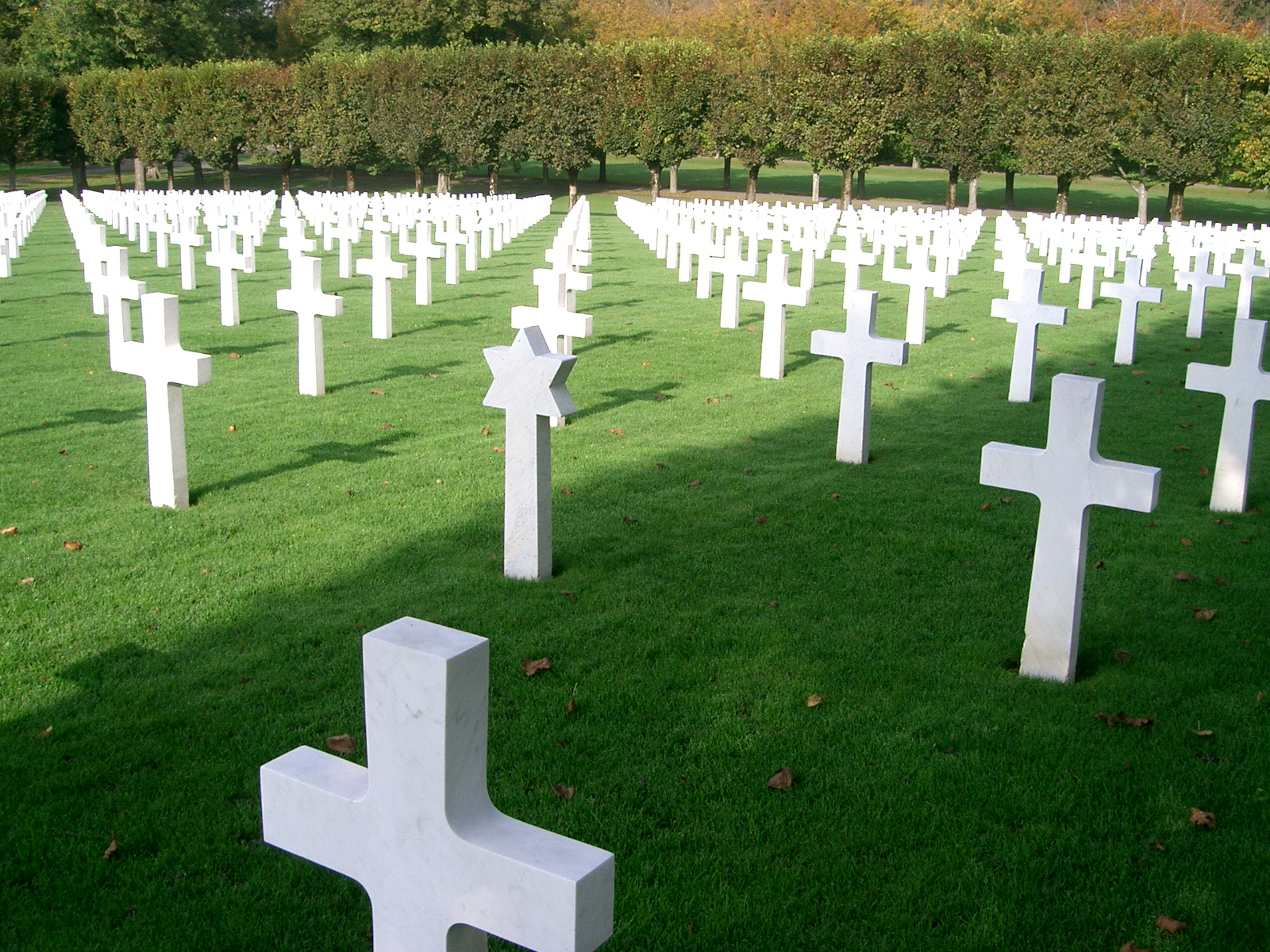
Cimetière américain de Romagne-sous-Montfaucon.

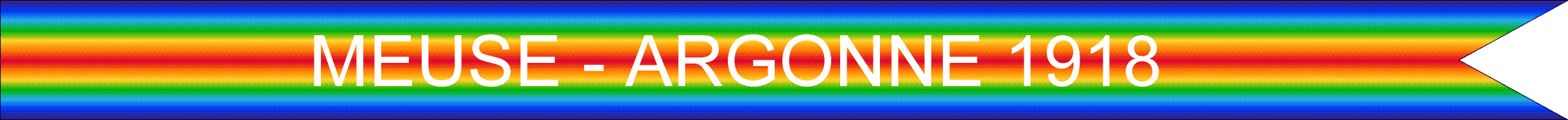
Décoration pour les vétérans américains ayant participé à cette offensive.

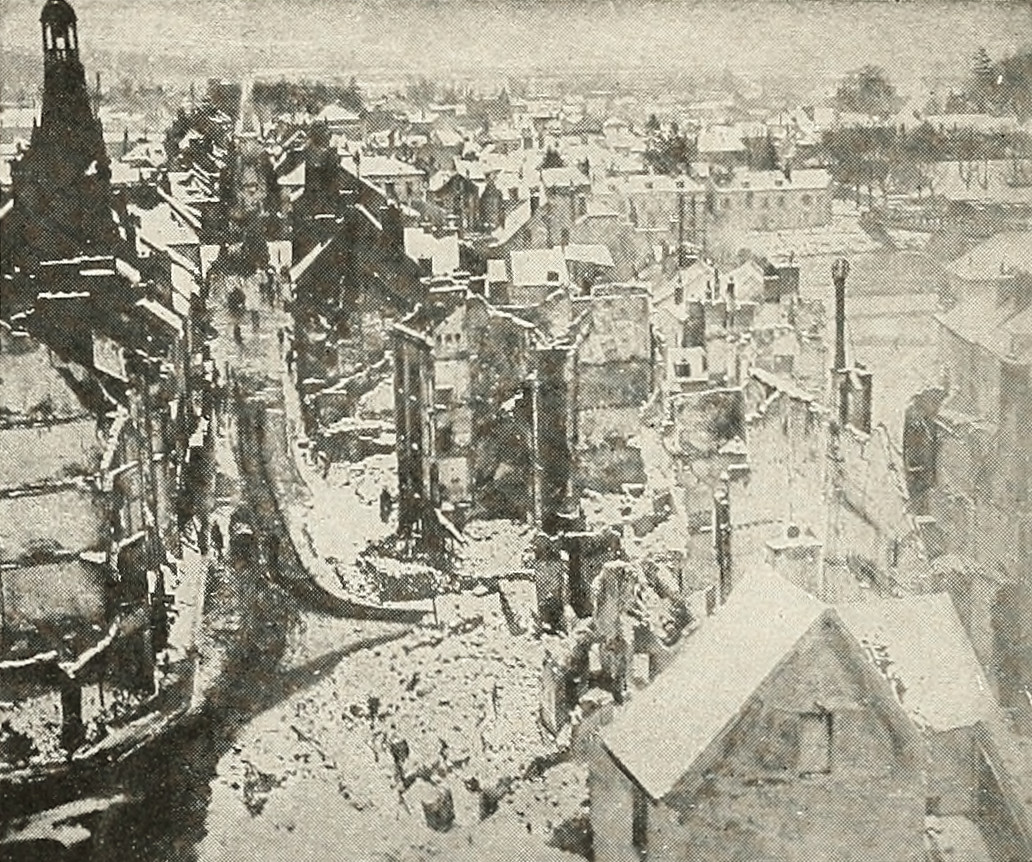
Destructions dans l'Argonne en 1920.

L'offensive de l'Argonne est un succès mais son prix est élevé : plus de 26 000 soldats américains sont tués, et près de 96 000 sont blessés.

## Décoration
- ARGONNE 1918 est inscrit sur le drapeau des régiments cités lors de cette bataille.

### Filmographie
- Goodbye Cleveland, hello France (2018, 52 min), film documentaire de Claude Humbert sur le destin du Major Arthur Houts de la 37e Division [vidéo] Visionner la vidéo sur Vimeo.